# Eirik Ivarsson
Eirik Ivarsson († 1213) war der dritte Erzbischof Norwegens.
Er entstammte einem vornehmen Geschlecht. Sein Vater war Ivar Kalfsson, in den 40er Jahren des 12. Jahrhunderts Bischof von Nidaros. Er hatte im Kloster St. Victor in Paris studiert, hatte also seine Bildung von den führenden Köpfen der damaligen gregorianischen Reformbewegung erhalten. Mit diesen Ideen kam er zurück nach Norwegen und wurde 1171 Bischof von Stavanger.
1188 wurde er zum Erzbischof von Nidaros gewählt. Seine Wahl verstieß in mehreren Punkten gegen die Wahlvorschriften, die 1153 bei der Gründung des Erzbistums aufgestellt worden waren. Die Wahl hatte nämlich nicht in Nidaros stattgefunden, und er war von seinem Vorgänger Øystein Erlendsson bereits bestimmt worden. Aber König Sverre wandte sich vor allem deshalb gegen seine Wahl, weil er Anhänger der Gregorianischen Reformbewegung war. Eirik zog nach Rom, um sich vom Papst das Pallium zu holen, und blieb dafür ein Jahr unterwegs. Nach einem Brief im Lateran vom 28. Januar 1189, wo er bereits als Erzbischof tituliert wird, hatte er vor diesem Datum das Pallium erhalten.
Das erste, was Eirik unternahm, nachdem er nach Nidaros zurückgekehrt war, war die Einberufung einer Reichssynode. Bei der Gelegenheit wollte er auch neue Bischöfe für Stavanger und Hamar weihen. Auf der Synode kamen vier Bischöfe, viele Äbte und noch mehr Priester zusammen. Diese Synode beschloss ein Statut mit Androhungen des Kirchenbanns für verschiedene weitverbreitete Verbrechen: Bruch des Kirchenfriedens, Überfall in der Kirche oder auf dem Friedhof, Gewalt gegen Frauen, Misshandlung gegen Priester oder Mönche. Außerdem verbot es Männern mit geistlichen Weihen, weltliche Ämter zu übernehmen.
König Sverre war zu Beginn des Bürgerkrieges siegreicher Anführer der Birkebeiner und zu dieser Zeit bereits Alleinherrscher über Norwegen. Sverre wollte daher im Herbst 1189 gekrönt werden. Aber es kam zu einem schweren Konflikt in dieser Frage. Denn die Kirche hielt zu dem von ihm besiegten König Magnus, der von ihr zum König gesalbt worden war, und hielt Sverre nur für einen Gegenkönig. Sverre leitete sein Königtum unmittelbar von Gott her. Das tat die Kirche zwar auch, aber er ging darüber hinaus und leitete in seiner Streitschrift En tale mot biskopene (Eine Rede gegen die Bischöfe), die er von einem gelehrten Geistlichen hatte abfassen lassen, von Gott eine Oberherrschaft des Königs über die Kirche ab. Der Erzbischof verweigerte die kirchliche Krönung ohne die Zustimmung des Papstes. Nach längerem Streit musste Erzbischof Eirik das Land 1190 verlassen, er fand Zuflucht beim dänischen Erzbischof Absalon von Lund. Sein gesamtes Vermögen wurde vom König eingezogen. Daher wandte sich Eirik an den Papst. Norwegen hatte nun plötzlich keinen Erzbischof mehr. Darüber wurde die norwegische Bevölkerung aufgebracht.
In Dänemark gab es das Augustinerkloster Æbelholt seit den 60er Jahren des 12. Jahrhunderts und sein Abt Wilhelm war ein Vorkämpfer der gregorianischen Reformbewegung. Erzbischof Absalon ließ den Abt für Unterstützung des Erzbischofs sorgen, der ihm einen Sekretär stellte. Denn Eirik war nach seiner Reise nach Dänemark blind geworden.
Papst Coelestin III. bestätigte in einer Bulle vom 15. Juni 1194 die wichtigsten Privilegien des Erzbistums Nidaros und insbesondere die mit der Bannandrohung bewehrten Schutzbestimmungen, die bereits Papst Anastasius IV. für Nidaros in seiner Gründungsbulle erlassen hatte. Das bedeutete, dass König Sverre von nun an dem Kirchenbann verfallen war. Als Eirik das Papstschreiben erhalten hatte, ließ er dieses in der Domkirche zu Lund öffentlich verlesen und sprach bei jedem Sonntagsgottesdienst den Bann über König Sverre aus. Gleichwohl salbte Bischof Nikolas von Oslo König Sverre am 29. Juni 1194 kirchlich zum König. Die Bischöfe, die bei der Krönung anwesend waren, wurden im November ebenfalls vom Papst gebannt.
Am 6. Oktober 1198 sandte der Papst ein Schreiben an die norwegischen Bischöfe und die Geistlichkeit, worin er ihnen befahl, das norwegische Volk zu ermahnen, nicht mehr dem gebannten König zu gehorchen. Die Bischöfe sollten die Anhänger Sveres bannen und alle Kirchen geschlossen werden. In dem Teil des Landes, der auf Seiten Sverres stand, sollten keinerlei religiöse Handlungen mehr durchgeführt wurden, außer der Taufe und der Erteilung der Sterbesakramente; und wenn Gefolgsleute Sverres starben, sollte ihnen ein kirchliches Begräbnis verweigert werden. Diese päpstliche Weisung ist aber wahrscheinlich nicht umgesetzt worden. Nach der Sverres saga soll es im Sommer 1202 zu einem Vergleich mit der Kirche gekommen sein.
Weil Eirik alt und blind geworden war, beschloss er im Winter 1204/1205, als Erzbischof zurückzutreten und ließ den Chorherrn der Hallvardskirche in Oslo, Tore, gegen dessen Widerstreben zum Nachfolger wählen. Eirik lebte noch einige Jahre nach seiner Demission und starb erst 1213.